# Невиим
„Невиим“ (на иврит: נְבִיאִים, „Пророци“) е второто главно подразделение на Еврейската Библия, между „Тора“ и „Кетувим“. Канонизирано по-късно от „Тора“, то съдържа главно текстове с историческо съдържание и описание на дейността на поредица от пророци.
„Невиим“ включва осем от 24-те книги на Еврейската Библия:
- Ранни пророци
  - Книга Иисус Навин
  - Книга Съдии Израилеви
  - Книга Самуилова (в православния канон разделена на две книги – Първа книга Царства и Втора книга Царства)
  - Книга на царете (в православния канон разделена на две книги – Трета книга Царства и Четвърта книга Царства)
- Късни пророци
  - Големи пророци
    - Книга на пророк Исаия
    - Книга на пророк Иеремия
    - Книга на пророк Иезекииля

  - Дванадесет малки пророци (в православния канон разделена на дванадесет книги – Книга на пророк Осия, Книга на пророк Иоиля, Книга на пророк Амоса, Книга на пророк Авдий, Книга на пророк Иона, Книга на пророк Михей, Книга на пророк Наум, Книга на пророк Авакум, Книга на пророк Софония, Книга на пророк Агей, Книга на пророк Захария, Книга на пророк Малахия)